# هنري جوزيف رودولف
هنري جوزيف رودولف (بالإنجليزية: Henry Joseph Rudolph)‏ هو موسيقي نيوزلندي، ولد في 1902، وتوفي في 1984.